# Джон Г'юстон
Джон Марцеллус Г'юстон (англ. John Marcellus Huston; 5 серпня 1906 — 28 серпня 1987) — американський кінорежисер, лауреат «Оскара», батько акторів Анжеліки Г'юстон та Денні Г'юстона.

## Біографія
Народився 5 серпня 1906 року у Неваді (штат Міссурі) в сім'ї актора Волтера Г'юстона. Кинув школу в 14 років, щоб стати боксером, і пізніше виграв аматорський чемпіонат Каліфорнії в легкій вазі. У 19 років дебютував на сцені, але не витримавши осілого життя, поїхав у Мексику, де служив офіцером в кавалерії та займався розведенням коней. У 1930 вирушив за батьком в Голлівуд, щоб стати сценаристом.

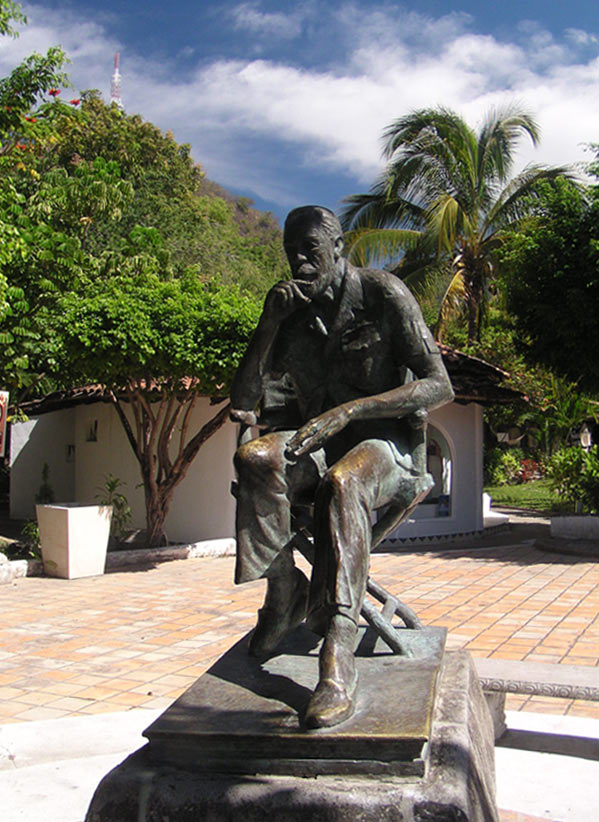
Пам'ятник Джону Г'юстону

25 вересня 1933 року Г'юстон, знаходячись за кермом своєї машини, збив жінку, яка померла від отриманих травм. Бос студії Metro-Goldwyn-Mayer Луї Барт Майер заплатив хабар у розмірі близько 400 000 доларів для того, щоб зам'яти кримінальну справу і не допустити його розголосу в пресі. В результаті Г'юстон змушений був виїхати до Європи, де заробляв вуличним співом в Лондоні, ночуючи в Гайд-Парку, пізніше вивчав живописання в Парижі.
У 1938 Г'юстон знову спробувати щастя в Голлівуді, цього разу успішно. Написав сценарії до ряду класичних картин, наприклад, «Джезебель» Вільяма Вайлера та інші. Тричі за два роки висувалася на премію «Оскар» як сценарист, в тому числі за свій режисерський дебют, «Мальтійський сокіл». Після мелодрами «У цьому наше життя» він продовжив ту ж тему блискучим трилером «Через океан».
Г'юстон полюбляв розіграші, чоловічі розваги, дружні компанії й випивку, що наклало відбиток на більшість його фільмів. Він був професійним оповідачем і, не жертвуючи стилем, спирався у своїх картинах на міцний літературний сценарій, яскравий, дотепний діалог і на акторів з настільки ж сильними індивідуальностями, як і його власна. Знявши під час Другої світової війни ряд документальних фільмів, Г'юстон з тріумфом повернувся до художнього кіно стрічками «Скарби Сьєрра-Мадре» і «Кі-Ларго». Трилер «Асфальтові джунглі» був етапним фільмом у зверненні Голлівуду до реального життя і реальних персонажів.
Після понівеченої цензурою антивоєнної стрічки «Червоний знак доблесті» і виклику, кинутого Г'юстоном Комісії з розслідування антиамериканської діяльності, він виїхав до Англії, де зняв ряд своїх шедеврів. «Африканська королева» був нетрадиційним пригодницьким фільмом, що черпав сюжетну напругу не стільки в небезпеці війни й африканських джунглів, скільки в зіткненні двох протилежних яскравих індивідуальностей. Фільм залишається класикою жанру. Фільм «Мулен Руж» про життя художника Анрі Тулуз-Лотрека був візуально ґрунтований на його малюнках і яскравими фарбами відтворив атмосферу Монмартра наприкінці XIX століття. Картина «Збезчесть диявола» блискуче пародіювала гангстерське кіно, екранний образ Гамфрі Боґарта і ряд традиційних для Г'юстона тем. «Мобі Дік», ще один класичний пригодницький фільм, був візуально стилізований під старі морські гравюри. Фінальний поєдинок з білим китом виробляв захопливе враження і був технічно віртуозним для того часу.
Продовживши роботу в Голлівуді з фільмом 1957 року «Бог знає, містер Аллісон», Г'юстон з усім тим проводив більшу частину часу в Ірландії, де займався живописом і вирощував коней (пізніше, в 70-ті роки, він переїхав в Мексику). Серед його подальших картин виділяються драма «Неприкаяні», знятий за сценарієм Артура Міллера, детектив «Список Едріана Мессенджера» сюрреалістичній вестерн «Життя та час судді Роя Біна» та ще один класичний пригодницький фільм, «Людина, яка хотіла стати королем».
Зігравши невеликі ролі в ряді власних фільмів, у 70-ті роки він розпочав багато зніматися в інших режисерів. Серед його найкращих ролей — респектабельний гангстер у фільмі Романа Поланскі «Китайський квартал». Хоча багато пізніх стрічок Г'юстона були невдалими, він гідно закінчив свій творчий шлях драмою ««Під вулканом»», пародійним гангстерським трилером «Честь сім'ї Пріцці» та давно задуманою, поетичною екранізацією розповіді Джеймса Джойса «Мертвий». Перед самою смертю брав участь, як сценарист і виконавчий продюсер, в роботі над фільмом «Містер Норт» за романом Торнтона Вайлдера «Теофіл Норт». Через смерть режисера фільм був поставлений його молодшим сином Денні Г'юстоном.

## Фільмографія
- 1941 — Мальтійський сокіл
- 1942 — Через океан
- 1948 — Скарби Сьєрра-Мадре
- 1950 — Асфальтові джунглі
- 1951 — Африканська королева
- 1952 — Мулен Руж / Moulin Rouge
- 1953 — Осором диявола
- 1957 — Хіба що небеса знають, містер Еллісон
- 1958 — Варвар і Гейша
- 1961 — Неприкаяні
- 1963 — Кардинал — кардинал Гленнон
- 1967 — Казино Рояль
- 1969 — Грішний Деві
- 1973 — Людина Макінтоша
- 1974 — Китайський квартал
- 1978 — Велика битва
- 1979 — Мудра кров
- 1979 — Відвідувач
- 1981 — Перемога
- 1985 — Честь родини Прицці